# Megafauna
Megafauna (z řeckého μέγας znamenající velký a z novolatinského fauna) označuje v zoologii velké nebo obrovské živočichy v dané lokalitě, na stanovišti či během určité geologické periody, kteří již mohou, ale nemusí být vyhynulí. Nejběžnějším kritériem k zařazení druhu k megafauně je minimální hmotnost 46 kilogramů (tedy hmotnost srovnatelná či větší než má člověk), nebo minimální hmotnost jedné tuny (tedy hmotnost srovnatelná či větší než má vůl). Podle prvního přístupu je do megafauny řazena řada druhů, které nejsou běžně považovány za příliš velké, ale které jsou jedinými velkými zvířaty vyskytujícími se v určité oblasti. V tomto případě se k megafauně řadí například jelenec běloocasý, gazela Thomsonova či klokan rudý. V praxi se v akademické i populárněnaučné literatuře používá pojem megafauna pro suchozemské savce větší než člověk, pokud se nejedná pouze o domestikovaný druh.

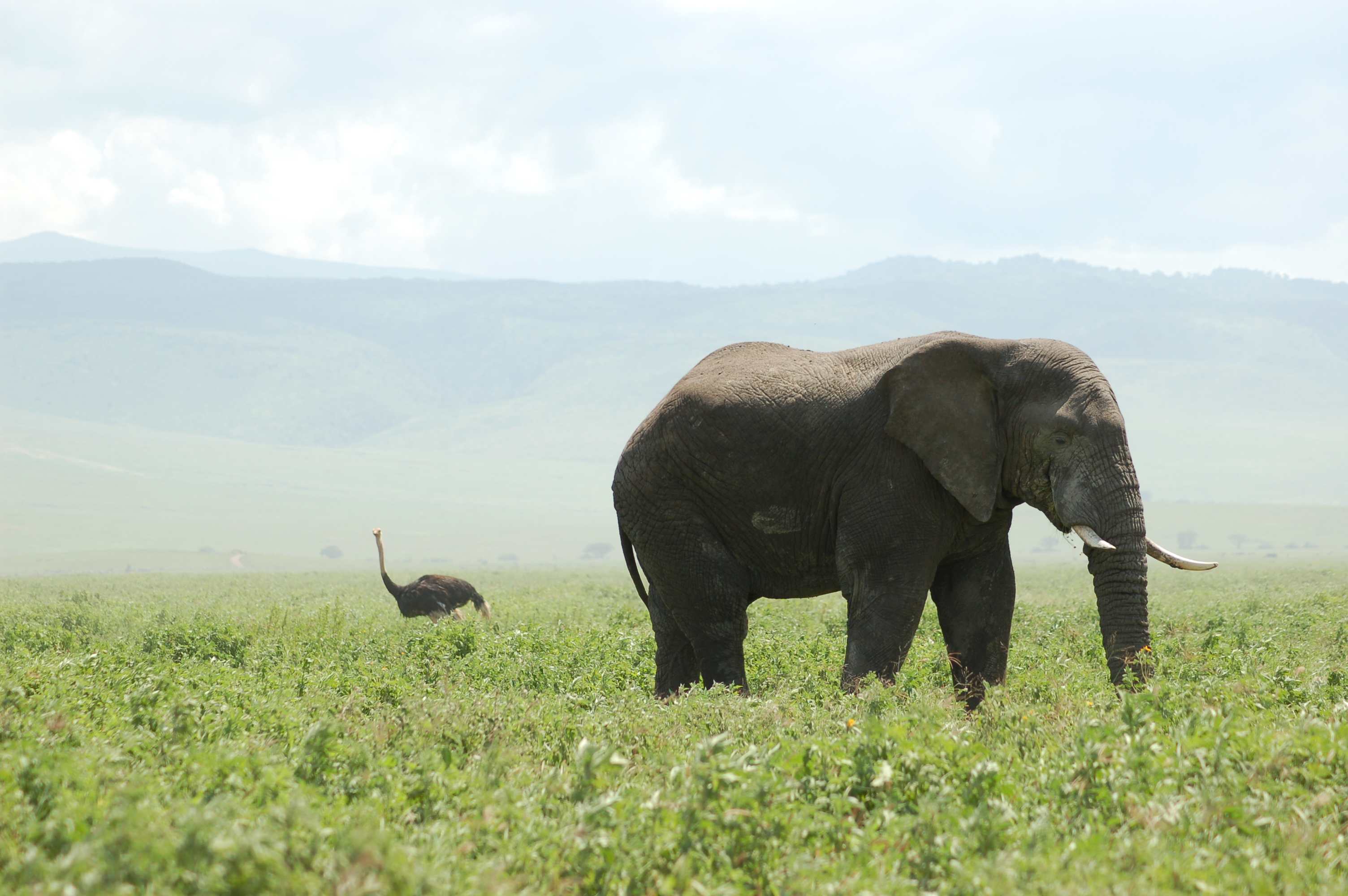
Slon africký, největší žijící suchozemský živočich, a v pozadí podruh pštrosa dvouprstého.

Termín megafauna je spojován především s pleistocenní megafaunou, suchozemskými zvířaty, která byla větší než jejich žijící příbuzní. Tato zvířata jsou považována za archetyp poslední doby ledové. Patří mezi ně například mamuti. Pro nevyhynulou faunu se tento termín nejčastěji používá pro největší suchozemské savce, mezi něž patří například sloni, žirafy, hroši, nosorožci či velký skot. S výjimkou skotu ostatní tito velcí býložravci žijí pouze v Africe či v jižní Asii, přestože jejich areál rozšíření býval větší, v průběhu času se zmenšoval stejně jako jejich populace.
Živočišné druhy řazené do megafauny lze dělit i podle typu jejich potravy na megabýložravce (např. sloni), megamasožravce (např. lvi) a vzácněji i na megavšežravce (např. medvědi). Kategorizovat megafaunu lze i podle taxonomické třídy do které jednotlivé druhy patří, tedy na savce, ptáky, plazy, obojživelníky, ryby a bezobratlé.
Dále se termín běžně používá pro obří vodní druhy, zejména velryby, a také pro jakákoli větší divoká nebo domestikovaná zvířata, stejně jako pro dinosaury a další vyhynulé obří plazy. Pro popis bezobratlých se tento termín používá velmi zřídka, i když je někdy použit k popisu druhů jako krab palmový nebo velekrab japonský. Používá se také pro vyhynulé bezobratlé, kteří byli mnohem větší než žijící druhy, např. pro metrové vážky z období karbonu.

## Ekologická strategie
Megafauna ve smyslu největších savců a ptáků patří obecně z hlediska ekologické strategie ke K-stratégům s pomalým růstem populace, nízkou úmrtností, s vysokou dlouhověkostí a v případě těch největších druhů existuje pouze málo, případně žádní predátoři, kteří by byli schopní zabíjet dospělé jedince. Tyto vlastnosti, ačkoliv se s nimi setkáme i u jiných živočichů, činí megafaunu zranitelnou vůči nadměrnému využívání lidmi, částečně kvůli pomalé obnově populace.

## Evoluce velké tělesné velikosti
Jedním z poznatků o evoluci zvětšování tělesné velikosti je, že velká rychlost nárůstu, ke které často dochází v relativně krátkých časových intervalech není udržitelná po delší časový úsek. To pravděpodobně odráží vznik řady anatomických, fyziologických, environmentálních, genetických a dalších omezení, která musí být překonána evolučními inovacemi dřív, než je možné další zvětšení velikosti. Při opačném procesu spojeném s fenoménem ostrovního nanismu bylo zjištěno mnohem rychlejší tempo úbytku tělesné hmoty. Při srovnání na generační délku je maximální rychlost poklesu tělesné hmoty více než třicetkrát vyšší než maximální rychlost nárůstu tělesné hmoty.

### Suchozemští savci

Srovnání velikosti velkých suchozemských savců s jedním z největších sauropodních dinosaurů, Patagotitan mayorum

Po velkém vymírání na konci křídy před 60 miliony lety, kdy vymřeli dinosauři, došlo u suchozemských savců k téměř exponenciálnímu nárůstu tělesné velikosti během jejich diverzifikace při obsazování uvolněných ekologických nik. Z několika málo kilogramů, kterých dorůstali před touto událostí, se během několika milionů let dostali na váhu přibližně 50 kg a na konci paleocénu to bylo již přibližně 750 kg. Zdá se, že tento nárůst tělesné hmotnosti se ustálil před 40 miliony let v pozdním eocénu. Pravděpodobně bylo dosaženo fyziologických nebo ekologických limitů poté, co se jejich tělesná hmotnost zvýšila o tři řády. Pokud však vezmeme v úvahu rychlost nárůstu velikosti za generaci, exponenciální růst pokračoval až do objevení se Indricotheria před 30 miliony let.
Megabýložravci nakonec dosáhli hmotnosti přes 10 tun. Největší z nich, Paraceratheriidae a chobotnatci, fermentovali potravu v zadním střevě, což přinášelo pravděpodobně výhodu oproti předžaludkovým fermentorům, neboť byli schopni urychlit průchod gastrointestinálním traktem a přijmout velmi velký objem potravy. Podobný trend se objevuje pokud porovnáme míru nárůstu maximální tělesné hmotnosti za generaci u různých kladů savců. Mezi suchozemskými savci došlo k nejrychlejšímu nárůstu tělesné hmotnosti u lichokopytníků, následovali je hlodavci a chobotnatci. Všichni zástupci těchto kladů jsou fermentátory zadního střeva. Míra nárůstu u sudokopytníků byla ve srovnání s lichokopytníky asi třetinová. Ještě o něco nižší byla míra u šelem, zatímco nejnižší míru ze zkoumaných skupin měli primáti, možná kvůli svému stromovému způsobu života.
Suchozemští savci z několika skupin kladu Eutheria jako sudokopytník Andrewsarchus dříve považovaný za zástupce řádu Mesonychid, Sarkastodon z čeledi Oxyaenidae a šelmy Amphicyon a Arctodus dosáhly maximální váhy okolo 1000 kg (šelmy Arctotherium a Simbakubwa z čeledi Hyaenodontidae mohly být o trochu větší). Největší šelma z kladu Metatheria, Proborhyaena gigantea, zřejmě vážila přibližně 600 kg. Podobná teoretická hranice maximální velikosti pro šelmy byla předpovězena na základě rychlosti metabolismu savců, energetických nákladů na získání kořisti a maximálního odhadovaného koeficientu rychlosti příjmu potravy. Bylo také uvažováno nad tím, že maximální tělesná velikost savců je omezena tlakem, kterému může být vystavena pažní kost při nejvyšší rychlosti.
Analýza variací maximální velikosti těla za posledních 40 milionů let naznačuje, že klesající teplota a zvětšující se plocha kontinentální pevniny jsou spojeny s rostoucí maximální velikostí těla. První korelace by byla v souladu s Bergmannovým pravidlem a mohla by souviset s termoregulační výhodou velké tělesné hmoty v chladném klimatu, lepší schopnosti organismu vyrovnat se se sezónností v zásobování potravou nebo jinými faktory. Poslední korelaci lze vysvětlit pomocí omezení rozsahu a zdrojů. Tyto dva parametry však spolu souvisejí (kvůli poklesu hladiny moře doprovázejícímu zvýšené zalednění), což ztěžuje identifikaci hybatele trendů maximální velikosti.

### Mořští savci

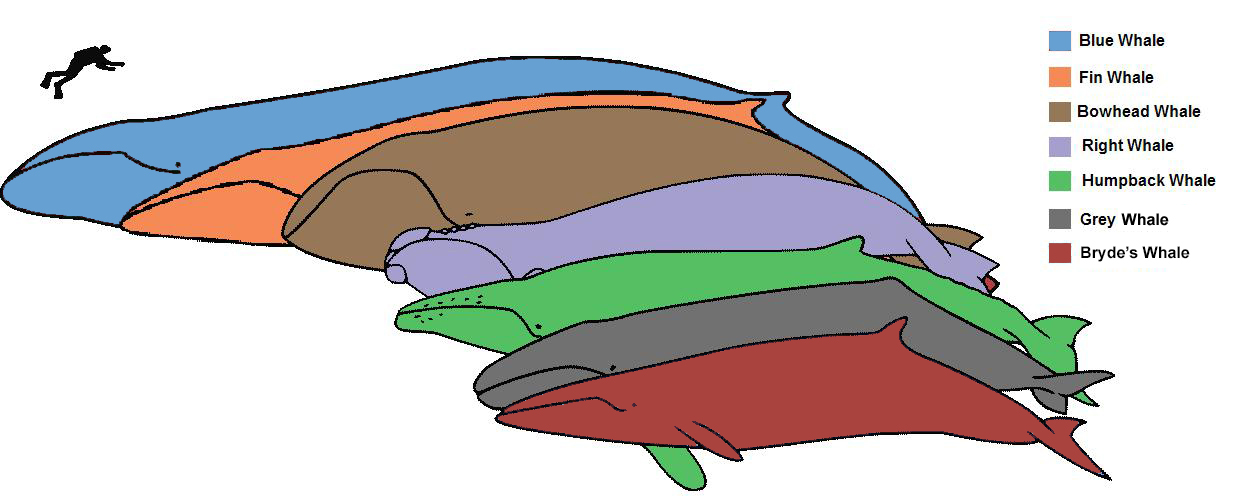
Srovnání velikosti těla zástupců velrybovitých s člověkem

Od doby, kdy se čtyřnožci (nejprve plazi, později savci) vrátili v pozdním permu do moře, dominovali v moři svou tělesnou velikostí díky účinnějšímu příjmu kyslíku, jenž jim umožnily jejich plíce. Předpokládaný společný předek všech kytovců z čeledi Pakicetidae nebyl před více než 53 miliony let větší než pes. Před 40 miliony let dosáhli kytovci délky 20 m, v případě Basilosaura dokonce více. Basilosaurus měl protáhlé hadovité tělo, v mnoha ohledech se lišil od moderních velryb a nebyl jejich předkem. Ačkoliv jsou dostupné fosilní záznamy omezené, zdá se, že evoluce velkých tělesných rozměrů se u kytovců dočasně zastavila a poté se vrátila zpět. Nicméně za posledních 31 milionů let, tedy od oligocénu po současnost, došlo u kytovců k výrazně rychlejšímu nárůstu tělesné hmotnosti než u jakékoliv skupiny suchozemských živočichů.
Tento trend vedl k evoluci největšího zvířete všech dob, plejtváka obrovského. Existuje několik důvodů pro rychlejší vývoj velkých tělesných rozměrů u kytovců. Méně biomechanických omezení při zvětšování velikosti těla může být spojeno se suspenzí, na rozdíl od nutnosti překonat gravitační sílu. Dalším důvodem je i odlišný způsob lokomoce ve vodě a na souši. Větší tepelná kapacita a tepelná vodivost vody ve srovnání se vzduchem může také zvýšit termoregulační výhodu velkých těl u mořských endotermních živočichů, i když se návratnost snižuje.
Zdá se, že u ozubených velryb je maximální velikost těla omezena dostupností potravy. Větší velikost, jako u vorvaně obrovského nebo vorvaňovcovitých, jim umožňuje potápění do větší hloubky, aby tak mohli relativně snadno v méně konkurenčním prostředí lovit velké hlavonožce. Ve srovnání s nimi se účinnost krmení u velryb pomocí filtru s rostoucí velikostí zvyšuje pokud je planktonní potrava hustá, takže větší velikost je výhodnější. Technika krmení u plejtvákovitých, kdy si nabírají velké množství vody, které poté filtrují se zdá být energeticky účinnější než krmení velrybovitých, jejichž zástupci plují s otevřenou tlamou a filtrují tak plankton. Tato technika se používá v oblastech s méně hustým a nerovnoměrně rozprostřeným planktonem. Trend ochlazování Země v nedávné historii mohl vygenerovat více lokalit s vysokým výskytem planktonu prostřednictvím větrem poháněných proudů, což usnadnilo evoluci velkých velryb.
Kytovci nejsou jedinými mořskými savci, kteří dosáhli velkých rozměrů. I zástupci ploutvonožců dosahují hmotnosti několika tun. Největším z nich je rypouš sloní, který může měřit až 6 metrů a vážit přes 5000 kg. Dalšími velkými ploutvonožci jsou rypouš severní (4000 kg), mrož lední (2000 kg) a lachtan ušatý (1135 kg). Další skupinou savců plně adaptovaných k životu v moři jsou sirény. I u nich došlo k přizpůsobení se životu v moři ve stejné době jako u kytovců. Největším z nich byl koroun bezzubý dosahující délky těla až 10 m a váhy mezi 8 a 10 tunami. Jeho lov však vedl v 18. století k jeho vyhynutí. Zvláštním případem je hroch, který žije obojživelným způsobem života a jenž je blízkým příbuzným kytovců. Může vážit až 3200 kg.

### Nelétaví ptáci

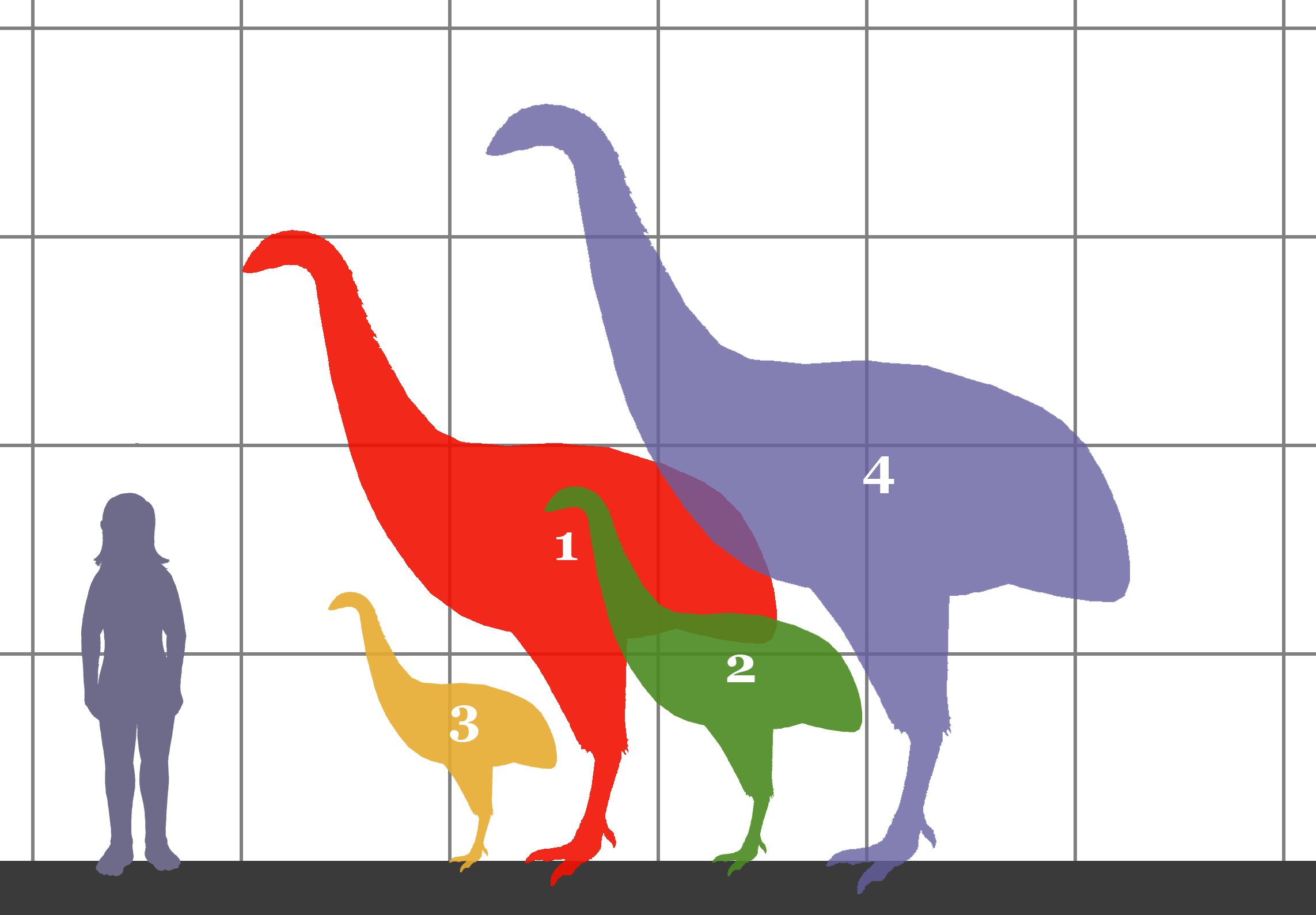
Srovnání velikosti těla zástupců čeledi Dinornithidae s člověkem

Díky malé počáteční velikosti všech savců v době vyhynutí dinosaurů, měli ostatní obratlovci přibližně 10 milionů let během paleocénu pro evoluci jejich gigantismu bez přítomnosti velké kompetice. V té době byli vrcholovými predátory často plazi, jako krokodýli (např. Pristichampsus), velcí hadi (např. Titanoboa), varanovití či nelétaví ptáci, jako byl Paleopsilopterus žijící v Jižní Americe. Ve stejném období se také na severní polokouli vyvinuli obří nelétaví býložraví ptáci rodu Gastornis, zatímco na pevninské Gondwaně a v Evropě nelétaví běžci. Ptáci rodu Gastornis a minimálně jedna linie nelétavých běžců původem z Evropy dominovala ekologické nice velkých býložravců, neboť savci v těchto oblastech nedosahovali hmotnosti ani 45 kg. Na rozdíl od další pevniny jako Severní Amerika či Asie, kde docházelo k rané evoluci větších savců, tak byli největšími paleocenními čtyřnožci žijícími v této oblasti.
Nelétaví běžci byli tradičně viděni jako linie oddělená od jejich malých létavých přibuzných, neotropických tinam. Nicméně podle novějších genetických studií se tinamy nachází uvnitř nelétavé větve a jsou sesterskou skupinou vyhynulých ptáků moa z Nového Zélandu. Podobně i malí kiviové z Nového Zélandu jsou sesterskou skupinou vyhynulých ptáků z řádu Aepyornithiformes, kteří obývali Madagaskar. Tato zjištění naznačují, že nelétavost a gigantismus se během evoluce objevily nezávisle na sobě vícekrát a jednalo se tak o paralelní vývoj.
Velcí nelétaví ptáci jenž byli predátory byli v raném kenozoiku často chopni konkurovat savcům. Během kenozoika je však nahradily šelmy a tito ptáci vyhynuli. V Severní Americe byli vrcholnými predátory rody Paracrax a Bathornis z čeledi Bathornithidae, kteří vyhynuli v raném miocénu. Během většiny kenozoika byli v Jižní Americe vrcholovými predátory zástupci z čeledi Phorusrhacidae spolu se Sparassodonty, ale s příchodem vyspělejších predátorů ze Severní Ameriky postupně během pliocénu vymřeli. Naopak býložravé druhy přežily do současnosti.
Nicméně žádný nelétavý pták žijící v kenozoiku nedorůstal hmotnosti přesahující 500 kg. A to ani predací se živící Brontornis, pravděpodobně všežravý Dromornis stirtoni či býložravý Aepyornis tak nezískali velikost největších masožravých savců, natožpak savců býložravých. Rostoucí tloušťka skořápek v poměru k hmotnosti vajec se zvyšující se velikostí vajec může vytvářet horní limit velikosti ptáků. Největší nelétavý pták D. stirtoni mohl vyhynout poté, co dosáhl maximální hmotnosti ptačího těla a poté jej překonali vačnatci, kteří dorostli do několikanásobně větších rozměrů.

### Obří želvy
Obří želvy byly důležitou složkou fauny v pozdním kenozoiku a až do příchodu Australopithecina obývaly všechny kontinenty mimo polárních oblastí. Největší známou suchozemskou želvou byla Megalochelys atlas, která dorůstala pravděpodobně váhy okolo 1000 kg. Některé dřívější druhy vodních želv, jako byl během křídy žijící Archelon či sladkovodní Stupendemys žijící v miocénu byly větší s váhou přesahující 2 tuny.

## Hromadné vymírání megafauny

### Načasování a příčiny vymírání megafauny

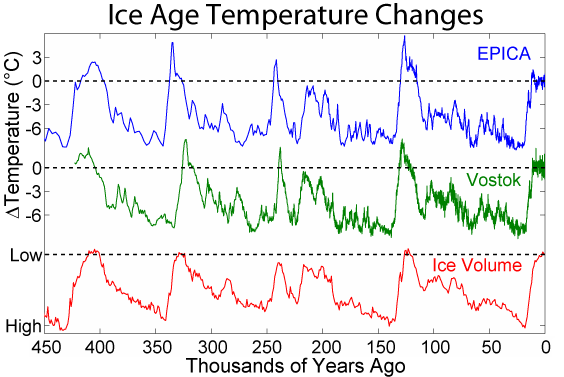
Cyklický model globální změny klimatu za posledních 450 000 let (na základě teplot v Antarktidě a globálního objemu ledu), který ukazuje, že neexistovaly žádné jedinečné klimatické jevy, které by byly zodpovědné za některý z pulzů megafaunálního vymírání

K vymírání v holocénu došlo na konci poslední doby ledové (také známé jako Würm). V té době vymřelo mnoho druhů obřích savců žijících v době ledové, mezi nimi i mamuti srstnatí, kteří žili v Americe a v severní Eurasii. Analýza tohoto vymírání v Severní Americe ukázala, že je mezi kenozoickými vlnami vymírání unikátní svou selektivitou zaměřenou na velká zvířata. Různé teorie uvádí jako příčinu tohoto vymírání nadměrný lov člověkem, klimatické změny, nemoci, vliv mimozemské události či jiné příčiny. Nicméně tato vlna téměř na konci pleistocénu byla pouze jednou ze série vln vymírání, ke kterým došlo během posledních 50 tisíc let téměř na celé zemi. Pouze Afrika a jižní Asie, kde dostaly místní druhy megafauny šanci vyvíjet se po boku moderního člověka, byly zasaženy méně.
Mimo pevninu Eurafrasii se toto vymírání megafauny řídilo velmi výrazným vzorem, který úzce souvisí s šířením lidí do dříve neobydlených částí světa a který nevykazuje žádnou celkovou korelaci s klimatickou historií, kterou lze vizualizovat pomoci grafů posledních geologických časových period klimatických ukazatelů, jako jsou mořské izotopy kyslíku nebo hladiny atmosférického oxidu uhličitého.
Jako první byla touto vlnou vymírání zasažena před 46 tisíci lety Austrálie s přilehlými ostrovy (např. Flores). Následovala ji před 41 tisíci lety Tasmánie poté, co se před 43 tisíci lety vytvořil pevninský most mezi Austrálií a Tasmánií. Role člověka na vymírání druhů v Austrálii a Nové Guineji byla opakovaně zpochybněna. Poukazováno bylo na klesající počty druhů ještě před příchodem člověka a také na absenci důkazu o lidské predaci. Naopak za jeho příčinu byly označeny klimatické změny.
Podobně ztratilo většinu své megafauny i Japonsko, a to před asi 30 tisíci lety. V Severní Americe k této události došlo před 13 tisíci lety a v Jižní Americe asi o 500 let později. Na Kypru to bylo před 10 tisíci lety, na Antilách před 6 tisíci lety, v Nové Kaledonii a na přilehlých ostrovech před 3 tisíci lety, na Madagaskaru před 2 tisíci lety, na Novém Zélandu před 700 lety, na Maskarénách před 400 lety a na Komandorských ostrovech před 250 lety. Téměř všechny izolované ostrovy světa by mohly poskytnout podobné příklady vymírání, ke kterému došlo krátce po příchodu lidí, ačkoli většina z těchto ostrovů, jako jsou Havajské ostrovy, nikdy neměla suchozemskou megafaunu, takže jejich vyhynulá fauna byla menší, ale přesto vykazovala znaky ostrovního gigantismu.
Analýza vymírání a extirpace megafauny v holarkitcké oblasti za posledních 56 tisíc let odhalila, že k těmto událostem docházelo zejména v interstadiálech, tedy v obdobích náhlého oteplení, ale pouze tehdy, pokud v dané oblasti žili lidé. Lidé tak mohli bránit procesům migrace a rekolonizace, které by jinak umožnily dotčeným druhům megafauny přizpůsobit se změně klimatu. Minimálně v některých oblastech byly interstadiály obdobími rozšiřování lidských populací.
Analýza spor hub Sporormiella, které pochází především z trusu megabýložravců, z bažinných sedimentů ukládaných posledních 130 tisíc let pochazejících z Lynchova kráteru v Queenslandu v Austrálii ukázala, že megafauna v této oblasti prakticky vymizela před 41 tisíci lety, kdy byly změny klimatu minimální. V té době se však v sedimentech zvýšil obsah hnědého uhlí a následoval přechod z deštného pralesa na sklerofilní vegetaci odolnou vůči ohni. Analýza chronologie událostí naznačuje, že za likvidací megafauny byl výhradně její lov lidmi a že následná změna flóry byla nejspíše důsledkem eliminace velkých spásačů a nárůstu požárů. Nárůst požárů se zpozdil za vymizením megafauny asi o jedno století a s největší pravděpodobností byl následkem nahromadění paliva poté, co vymizeli velcí býložravci. Během několika dalších století přibývalo trávy, sklerofylová vegetace se zvětšila se zpožděním dalšího století a slerofylní les se vyvinul asi po dalších tisíci letech. Během dvou období klimatických změn (před 120 tisíci a 75 tisíci lety) se ve stejné oblasti také zvýšila vegetace sklerofylu v reakci na přesun k chladnějším a sušším klimatickým podmínkám, ale ani jedna z těchto epizod neměla významný dopad na místní populaci megafauny. Podobné závěry týkající se vlivu člověka na vymření pleistocenní megafauny byly odvozeny i z chronologické analýzy velké sbírky fragmentů vaječných skořápek nelétavého australského ptáka Genyornis newtoni, analýzy spor Sporormiella z jezer východní části Severní Ameriky a ze studia trusu lenochoda rodu Nothrotheriops zanechaného ve více než šesti jeskyních na americkém jihozápadě.
Pokračující lov a narušování životního prostředí lidmi vedly v nedávné minulosti k dalšímu vymírání megafauny a vytváří vážné nebezpečí dalšího vymírání v blízké budoucnosti. Přímé zabíjení lidmi především pro maso nebo jiné části těla je nejvýznamnějším faktorem úbytku megafauny v 21. stoleti.
V dřívějších obdobích geologické historie Země došlo k řadě dalších případů hromadného vymírání, při nichž také vymřela část nebo veškerá megafauna té doby. Například při vymírání na konci křídy vymřeli dinosauři a většina ostatních obřích plazů. Dřívější vymírání však byla globálnější a nebyla tak selektivně zaměřená na megafaunu, tedy vymřelo při nich i mnoho druhů jiných typů, včetně rostlin, mořských bezobratlých či planktonu. Musela být tedy způsobena obecnějšími typy narušení biosféry.

### Důsledky vymírání megafauny

#### Vliv na transport živin
Megafauna hraje významnou roli v laterálním transportu minerálních živin v ekosystému a má tendenci je přemisťovat z oblastí s vysokým výskytem do oblastí s nižším výskytem. Činí tak svým pohybem za dobu mezi konzumací dané živiny a jejím uvolněním eliminací nebo v mnohem menší míře rozkladem po smrti. Odhaduje se, že v povodí Amazonky se tato laterální difúze po vyhynutí megafauny před asi 12 500 lety snížila o 98 %. Vzhledem k tomu, že je pravděpodobné, že dostupnost fosforu ve velké části této oblasti ovlivňuje produktivitu, došlo tak zřejmě poklesem jeho transportu ze západní části pánve a ze záplavových oblastí do jiných oblastí k významnému ovlivnění ekologie regionu a jehož následky možná ještě nedosáhly svých limitů. V případě moří vědci předpokládají, že kytovci a ploutvonožci, kteří loví v hloubce, přemisťují dusík z hlubokých do mělkých vod, čímž zvyšují produktivitu oceánu a působí proti aktivitě zooplanktonu, který má tendenci dělat opak.

#### Vliv na emise metanu
Velké populace megabýložravců mají potenciál významně přispívat ke koncentraci metanu v atmosféře. Metan je významný skleníkový plyn. Žijící přežvýkaví býložravci produkují metan jako vedlejší produkt fermentace v předžaludkách při trávení a uvolňují ho říháním nebo plynatostí. Proto přibližně 20 % ročních emisí metanu pochází od hospodářských zvířat. Podle odhadů mohli sauropodi v druhohorách ročně vypustit do atmosféry 520 milionů tun metanu, což přispívalo k tehdejšímu teplejšímu klimatu (které bylo až o 10 °C teplejší než dnes). Tento odhad vychází z obrovské odhadované biomasy sauropodů za předpokladu, že produkce metanu u jednotlivých býložravců je téměř úměrná jejich hmotnosti.
Relativně novou hypotézou je, že vyhynutí velkých býložravců mohlo vést ke snížení množství atmosférického metanu. Existuje i studie, která se zabývala emisemi metanu bizony obývajícími Velké pláně v Severní Americe před kontaktem s evropskými osadníky. Podle této studie vyhubení bizona vedlo ke snížení emisí o 2,2 milionu tun ročně. Jiná studie zkoumala změnu koncentrace metanu v atmosféře na konci pleistocénu po vyhynutí megafauny v Americe. Poté, co okolo roku 13 000 před současností přišli první lidé do Ameriky, jejich lov megafauny a další související ekologické dopady vedly k vyhynutí mnoha místních druhů. Podle výpočtů toto vymírání snížilo produkci metanu asi o 9,6 milionů tun ročně. To naznačuje, že nepřítomnost emisí metanu mohla přispět k náhlému klimatickému ochlazení v mladším dryasu. Pokles atmosférického metanu, ke kterému v té době došlo, byl zaznamenán i v ledových jádrech. Byl 2 až 4krát rychlejší než jakýkoli jiný pokles za posledního půl milionu let.

## Galerie

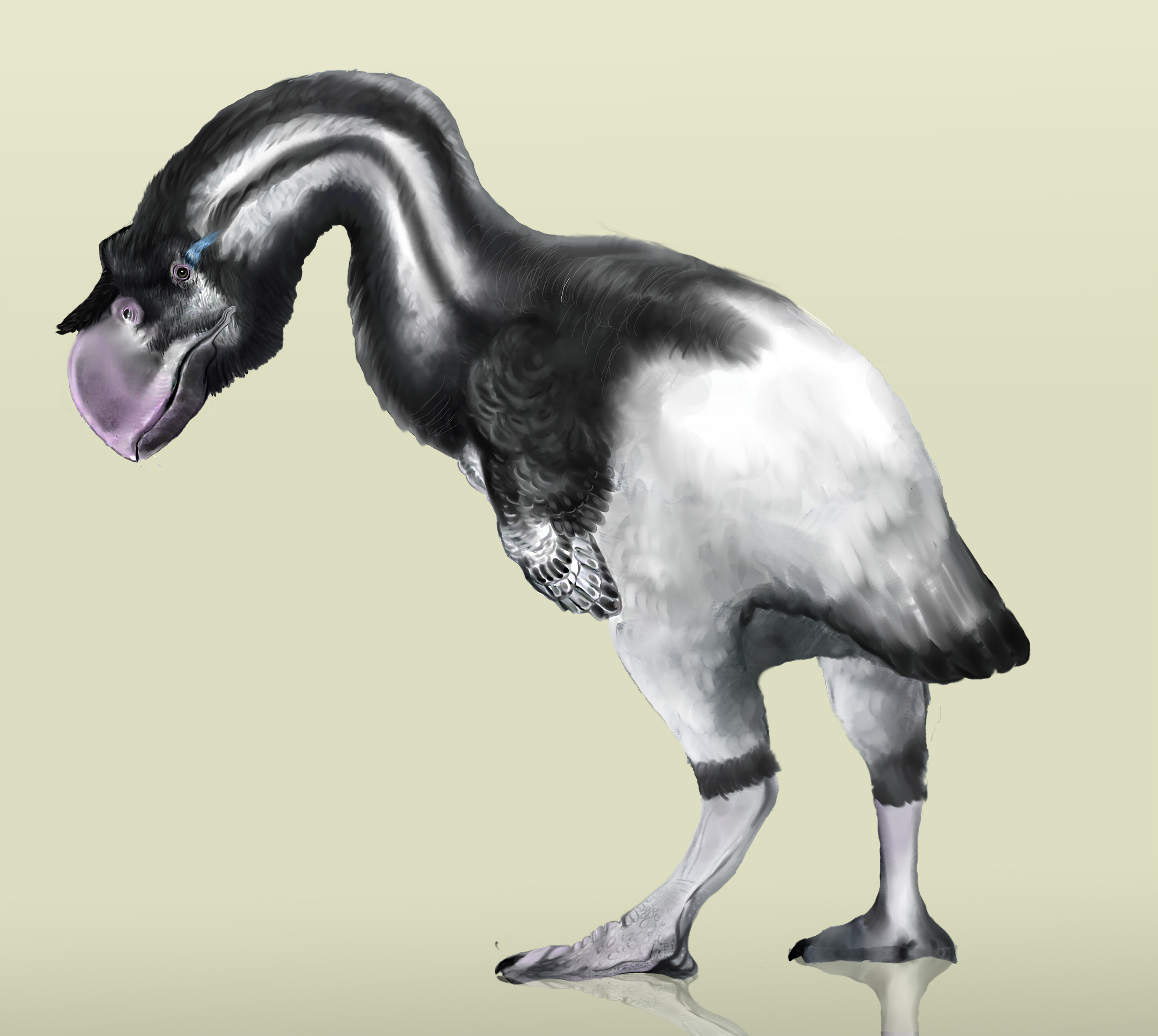
Dromornis stirtoni
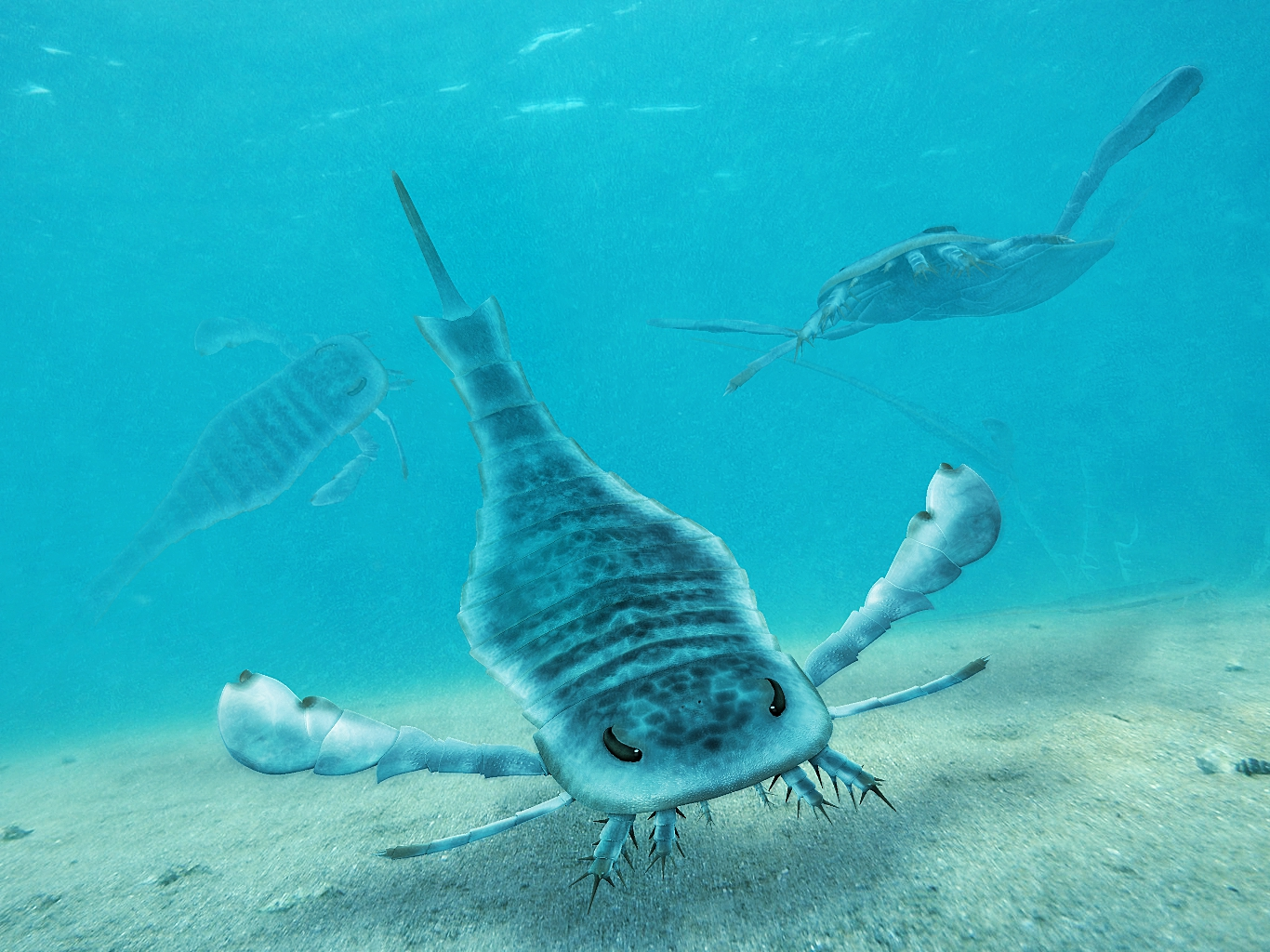
kyjonožec z období paleozoika
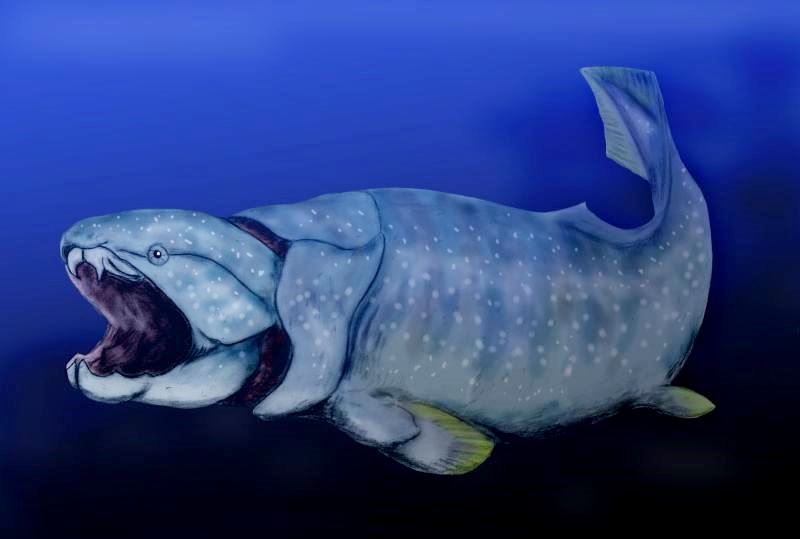
Dunkleosteus
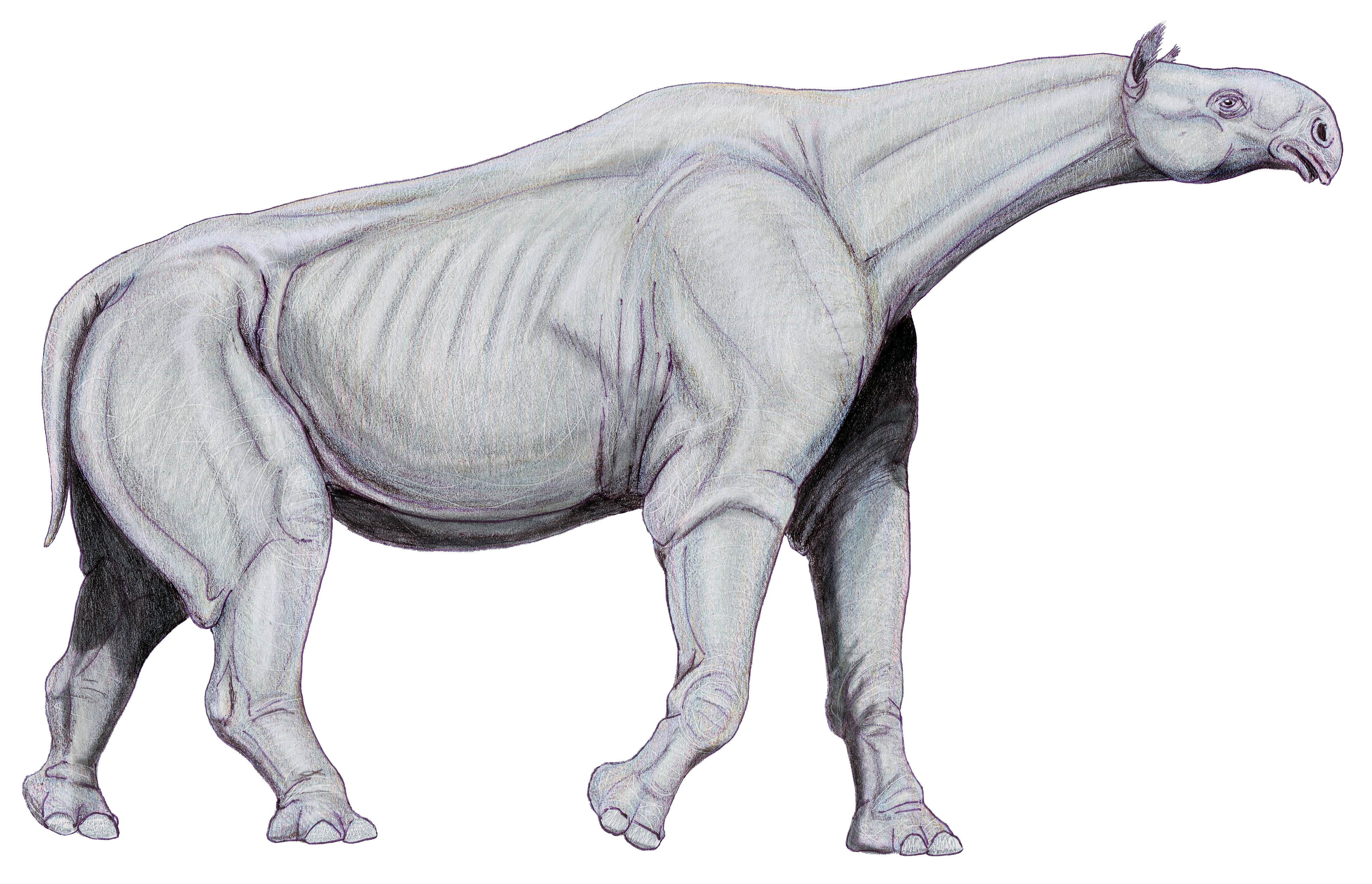
Paraceratherium
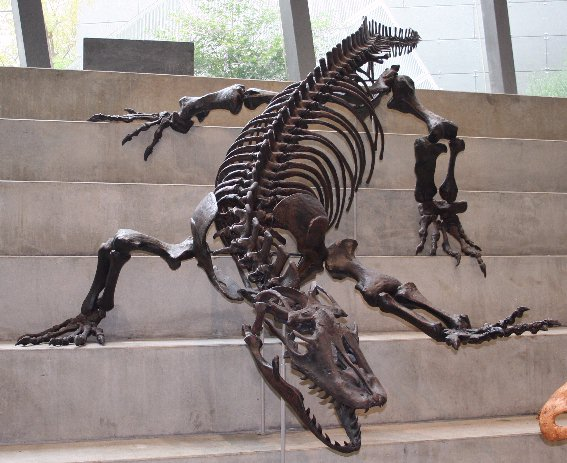
Varanus priscus